# Котелевська волость

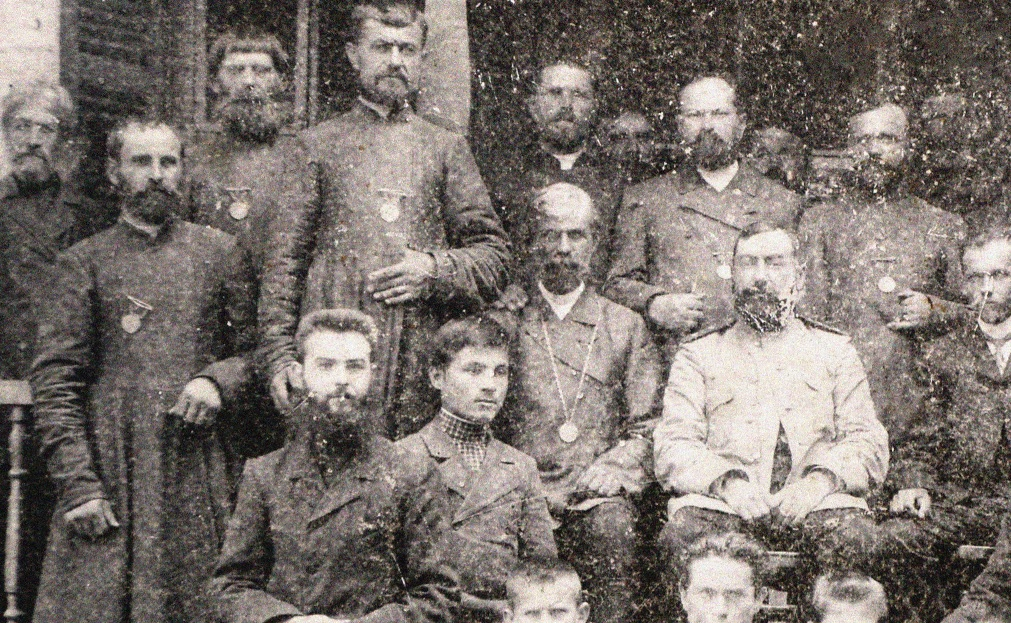
Старшина і старости Котелевської волості. 1910-ті

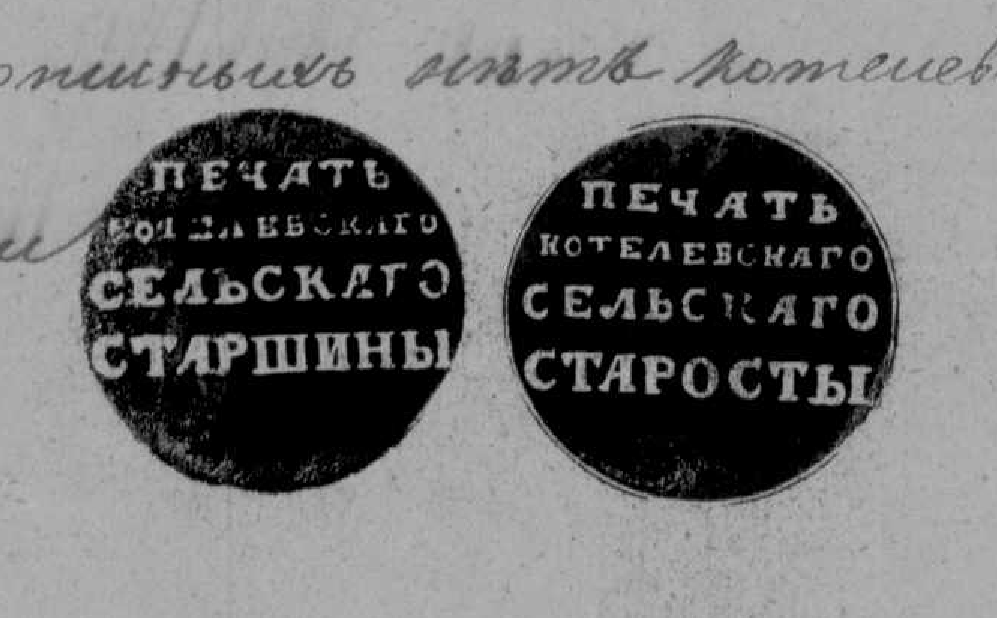
Печатка волосного старшини і старости. 1850 р.

Котелевська волость — адміністративно-територіальна одиниця Охтирського повіту Харківської губернії. 
На 1862 рік до складу волості входили: слобода Котельва; село Деревки; село Млинки.

Після 60-х ХІХ ст. до волості входило чотири сільські громади (Котелевське, Деревківське, Млинківське, Іванівське), які об’єднували дев’ять поселень. Входила до першого адміністративно-поліцейського стану, четвертої земської дільниці Охтирського повіту. 
На 1893 р. – дворів: 2814, жителів: 19590. На 1894 р. – дворів: 1408, жителів: 19123. На 1907 р. – дворів: 4244, жителів: 23728 (найбільше в Охтирському повіті).
Ярмарки (на 1896 р.): с. Деревки – 22 жовтня (1 д.); сл. Котельва – 1 січня (2 д.), в середу на 1-шу неділю В. поста (2 д.), 24 березня (2 д.), на 2-ий день Тройці (2 д.), 7 вересня (2 д.)
За дослідженнями котелевського краєзнавця Олександр Ілюха встановлено,  —
Волосні старшини (голова селищної/сільської ради):
- Макаренко Федір Григорович (1893 – 1894)
- Матюшенко Іван Павлович (1895)
- Задорожний Григорій Мойсейович (1896 – 1897)
- Заморей (Замурей) Йосиф Якович (1898 – 1900)
- Шевченко Іван Афанасійович (1901 – 1903)
- Доценко Йосип Максимович (1904 – 1906)
- Макаренко Петро Григорович (1907 – 1908)
- Білецький Іван Петрович (1909 – 1915)
- Ємець Григорій Акимович (1916)
- Кривуша Георгій Григорович (1917)

Волосні писарі (секретар селищної/сільської ради):
- Смолієнко (Смолій) Захар Костянтинович (1894 – 1896)
- Крамаренко Онисим Аверкійович (1897 – 1904)
- Зінченко Іван Іванович (1905 – 1914)
- Борківець Захар Іванович (1915 – 1917)

Голови волосного суду:
- Луговий Федір Романович (1893)
- Доценко Максим Федорович (1894 – 1896)
- Матюшенко Семен Павлович (1897 – 1900)
- Ґудзь Федір Мойсейович (1901 – 1903)
- Доценко Йосиф Максимович (1904 – 1905)
- Задорожний Роман Васильович (1906)
- Кривуша Яків Іванович (1907 – 1909)
- Прядко Павло Васильович (1910 – 1912)
- Білецький Іван Омелянович (1913 – 1915)
- Коваленко Михайло Никанорович (1916 – 1917)